# Macrocera flavicosta
Macrocera flavicosta är en tvåvingeart som beskrevs av Enrico Adelelmo Brunetti 1912. Macrocera flavicosta ingår i släktet Macrocera och familjen platthornsmyggor. Inga underarter finns listade i Catalogue of Life.